# Georg Wahl

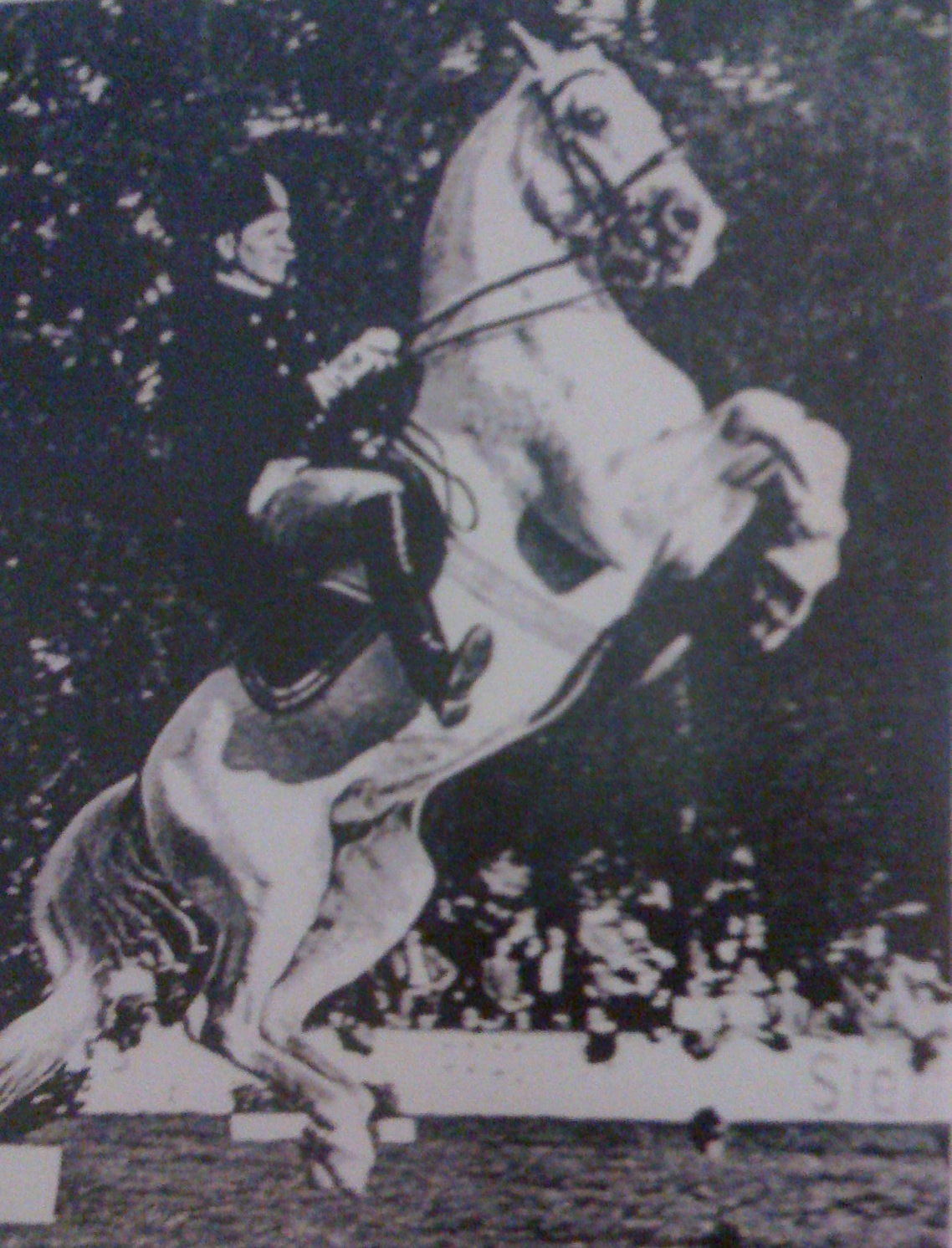
Oberbereiter Georg Wahl auf Siglavy Brezovica in der Courbette (1943)

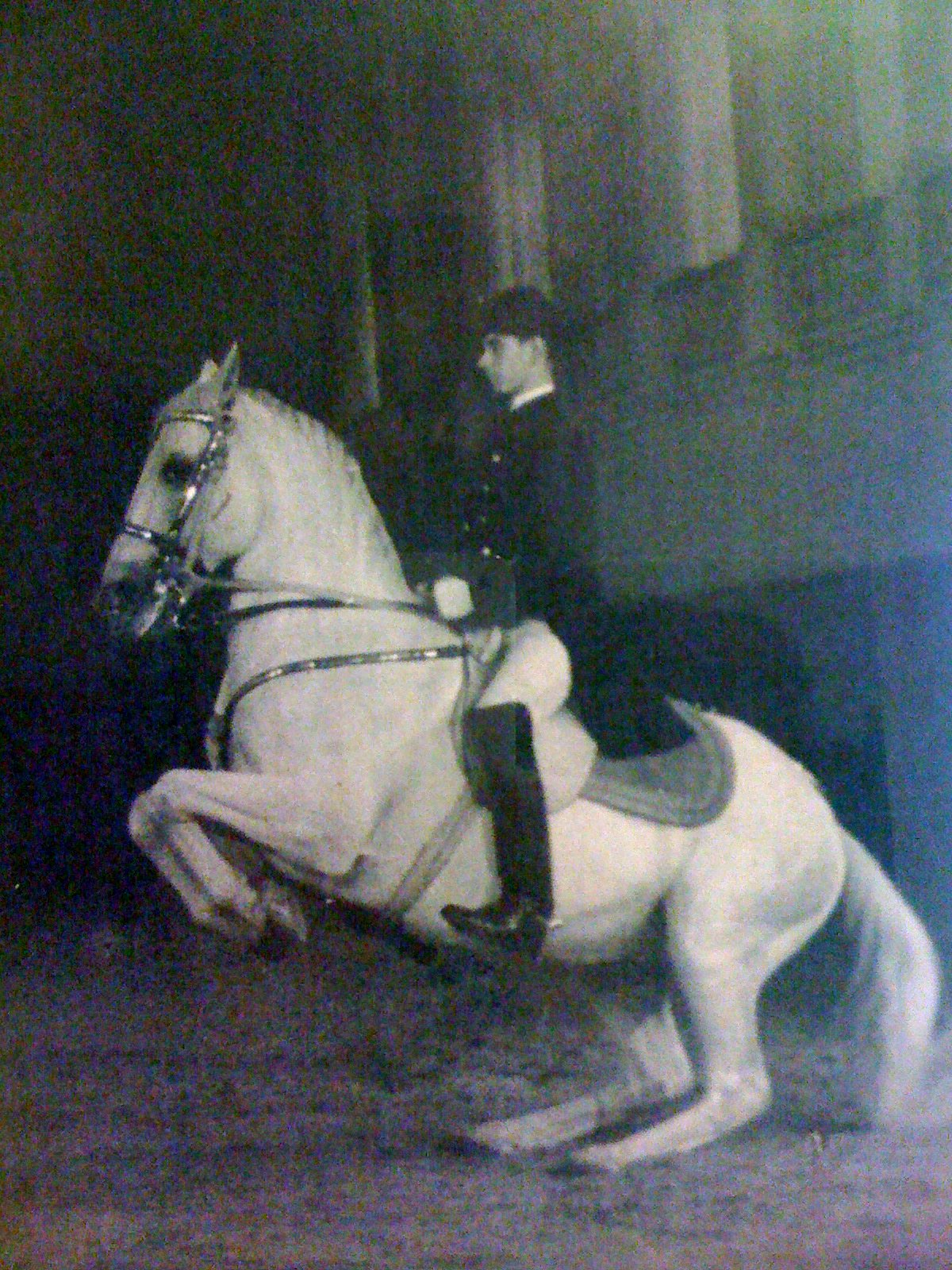
Oberbereiter Wahl auf Conversano Capriola in der Levade

Georg Wahl (* 21. Februar 1920 in Cosel (Oberschlesien); † 4. November 2013 in Kirchberg SG) war mehrere Jahre Oberbereiter der Spanischen Hofreitschule in Wien und ein Dressurreiter und -trainer.

## Leben
Auf dem Gestüt Cosel, auf dem Wahl geboren ist und auf dem sein Vater als Fahrlehrer arbeitete, lernte er, meistens ohne Sattel, reiten.
1939 wurde er zur Kavallerie der Wehrmacht eingezogen, dort hatte er als Vorgesetzten den später weltweit bekannten Pferdefachmann Hans Joachim Köhler aus Verden.
Köhler veranstaltete zur Abwechslung für seine Soldaten 20 km hinter der Front ein Dressurturnier, in dem Wahl der Beste war. Anwesend bei diesem Turnier war auch Alois Podhajsky, der Wahl ein Jahr später an die Spanische Hofreitschule nach Wien holte. Durch sein außergewöhnliches Talent und Gespür für Pferde durfte Wahl schon in jungen Jahren an den Vorstellungen teilnehmen. Nach einem kurzen Aufenthalt an der Front in Ungarn kehrte er an die Hofreitschule zurück.
Auf einer der Tourneen der Spanischen Hofreitschule in die Schweiz lernte Wahl Fredy Knie kennen. Wahl ging 1951 zum Zirkus Knie und arbeitete dort zwei Jahre. Mit Fredy Knie ritt Wahl ein viel beachtetes Pas de Deux.
1955 übernahm Wahl die Stadtreitschule in Bern. Dort lernte er Christine Stückelberger kennen.
1967 holte Hans Handler ihn wieder als Oberbereiter an die Hofreitschule zurück.
Wahl ging 1971 mit seiner äußerst erfolgreichen Schülerin Christine Stückelberger wieder in die Schweiz und lebte später mit ihr bis zu seinem Tod in Kirchberg bei St. Gallen.
Wahl widmete sich ganz der Förderung seiner Schülerin Stückelberger und ihres damaligen Spitzenpferdes Granat, eines Paares, das Dressurgeschichte geschrieben hat. Nach Mannschaftssilber bei der Dressur-WM in Kopenhagen 1974 folgte 1975 EM-Gold in der Einzelwertung und 1976 schließlich Olympiagold im Einzelbewerb, 1977 abermals EM-Gold und 1978 WM-Gold in Goodwood.
Weitere erfolgreiche Schüler sind Hermann Dür, Regula Straumann, Kurt Capellmann (Vater von Nadine Capellmann und Gina Capellmann-Lütkemeier), Elisabeth Max-Theurer und Ulrich Lehmann.
Georg Wahl war zweimal verheiratet. Mit seiner ersten Frau Maria Wahl hatte er vier Kinder, zwei weitere Töchter folgten aus der zweiten Ehe. Wahl und Christine Stückelberger waren die letzten 45 Jahre seines Lebens ein Paar.